# Regent's Park

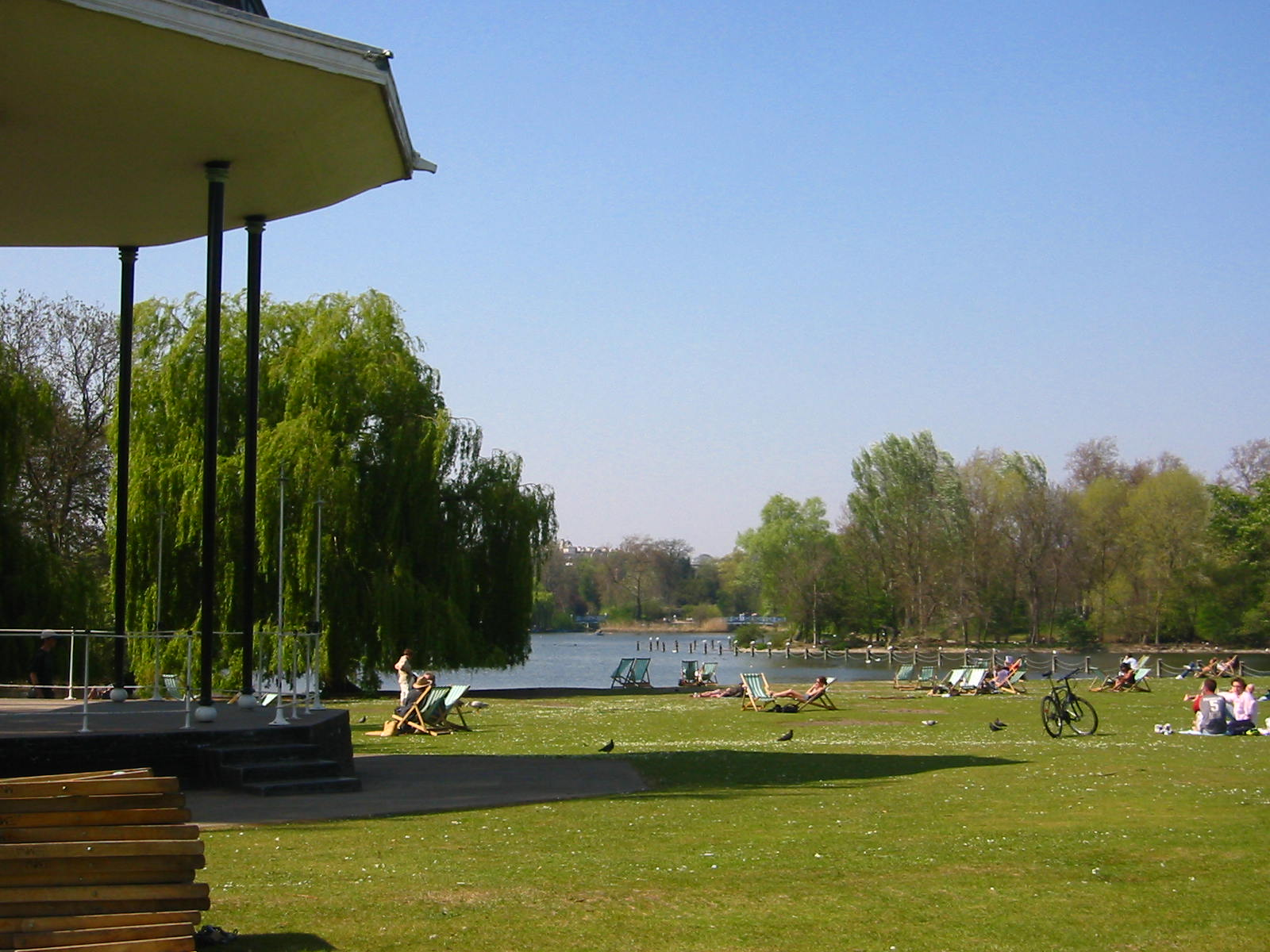
Locul de plajă al oamenilor și râul din cadrul Regent's Park

Regent's Park este unul dintre parcurile regale ale Londrei. El ocupă aproximativ 197 de hectare. Acesta este situat parțial în City of Westminster și parțial în Camden, Londra. În partea de nord a parcului se află Grădina Zoologică din Londra.
Zona Regent's Park a fost cunoscută în trecut drept parcul Marylbone. În trecut, suprafața era proprietatea abației Barking, însă Henry VIII a transformat-o în 1538 într-un parc, fiind proprietatea Coroanei, exceptând perioada dintre 1649 și 1660.
În anul 1811, George al IV-lea, fiind regent, l-a angajat pe arhitectul John Nash să dezvolte planurile parcului. O parte din planurile făcute de către el a fost abandonată - inclusiv palatul de vară - dar unele obiecte au fost totuși luate în seamă. În 1835, tot în timpul domniei lui George al IV-lea, parcul a fost deschis parțial.
Parcul trebuia să aibă un rol semnificativ în timpul Jocurilor Olimpice și Paralimpice de vară din 2012, dar după ce baseball-ul și softball-ul au fost eliminate de pe listă, Regent's Park a fost și el tăiat din lista de locuri de desfășurare principale, dar pe drumul din Regent's Park se va organiza proba de ciclism pe drum.
În parc se află și Moscheea Centrală din Londra, cunoscut și sub numele de Moscheea din Regent's Park.